# Bradysia agrestis
Bradysia agrestis är en tvåvingeart som beskrevs av Mitsuhiro Sasakawa 1978. Bradysia agrestis ingår i släktet Bradysia och familjen sorgmyggor. Inga underarter finns listade i Catalogue of Life.